# Campeonato colombiano 1970
El Campeonato colombiano 1970 fue el vigésimotercer (23°) torneo de la primera división del fútbol profesional colombiano en la historia.
El campeón de esta edición fue el Deportivo Cali que obtuvo su cuarto título, segundo de forma consecutiva. El subcampeón fue Junior. Los goleadores fueron José María Ferrero del Cúcuta Deportivo y Walter Sossa de Santa Fe con 27 goles cada uno.

## Desarrollo
Se jugaron dos torneos, (apertura y finalización; ida y vuelta) donde los dos mejores de cada campeonato clasifican al cuadrangular final, que puede convertirse en un triangular si un equipo clasifica en ambos torneos, o una final si dos equipos repiten posición tanto en el Apertura como en el Finalización. Se jugaron 376 partidos entre los 14 clubes inscritos y se anotaron 995 goles siendo Cúcuta Deportivo el que más anotó con 95 conquistas y el que más recibió fue el Deportivo Pereira con 95 goles en contra; además este fue el cuarto campeonato que ganó el Deportivo Cali.
Independiente Santa Fe, ganó el torneo apertura y Junior fue segundo; mientras el torneo finalización fue ganado por el Deportivo Cali y Cúcuta Deportivo fue segundo.

## Datos de los clubes
| Equipo                 | Departamento       | Ciudad       |
| ---------------------- | ------------------ | ------------ |
| América de Cali        | Valle del Cauca    | Cali         |
| Atlético Bucaramanga   | Santander          | Bucaramanga  |
| Atlético Nacional      | Antioquia          | Medellín     |
| Cúcuta Deportivo       | Norte de Santander | Cúcuta       |
| Deportivo Cali         | Valle del Cauca    | Cali         |
| Deportes Quindío       | Quindío            | Armenia      |
| Deportes Tolima        | Tolima             | Ibagué       |
| Deportivo Pereira      | Risaralda          | Pereira      |
| Independiente Medellín | Antioquia          | Medellín     |
| Atlético Junior        | Atlántico          | Barranquilla |
| Millonarios            | Bogotá, D. C.      | Bogotá       |
| Once Caldas            | Caldas             | Manizales    |
| Independiente Santa Fe | Bogotá, D. C.      | Bogotá       |
| Unión Magdalena        | Magdalena          | Santa Marta  |

## Torneo Apertura
| Pos. | Equipo                 | Pts. | PJ | G  | E  | P  | GF | GC | Dif. | Clasificación       |
| ---- | ---------------------- | ---- | -- | -- | -- | -- | -- | -- | ---- | ------------------- |
| 1    | Santa Fe               | 37   | 26 | 14 | 9  | 3  | 40 | 21 | +19  | Cuadrangular final. |
| 2    | Junior                 | 33   | 26 | 12 | 9  | 5  | 41 | 30 | +11  | Cuadrangular final. |
| 3    | Once Caldas            | 31   | 26 | 12 | 7  | 7  | 43 | 43 | 0    |                     |
| 4    | Independiente Medellín | 30   | 26 | 12 | 6  | 8  | 32 | 29 | +3   |                     |
| 5    | Cúcuta Deportivo       | 28   | 26 | 10 | 8  | 8  | 43 | 30 | +13  |                     |
| 6    | Millonarios            | 27   | 26 | 8  | 11 | 7  | 41 | 29 | +12  |                     |
| 7    | Deportivo Cali         | 26   | 26 | 8  | 10 | 8  | 33 | 30 | +3   |                     |
| 8    | Atlético Nacional      | 26   | 26 | 10 | 6  | 10 | 40 | 43 | −3   |                     |
| 9    | Unión Magdalena        | 25   | 26 | 7  | 11 | 8  | 31 | 36 | −5   |                     |
| 10   | América de Cali        | 24   | 26 | 8  | 8  | 10 | 30 | 35 | −5   |                     |
| 11   | Deportes Quindío       | 21   | 26 | 3  | 15 | 8  | 24 | 37 | −13  |                     |
| 12   | Atlético Bucaramanga   | 20   | 26 | 7  | 6  | 13 | 30 | 42 | −12  |                     |
| 13   | Deportes Tolima        | 19   | 26 | 4  | 11 | 11 | 27 | 37 | −10  |                     |
| 14   | Deportivo Pereira      | 17   | 26 | 3  | 11 | 12 | 30 | 43 | −13  |                     |

 Fuente: Rsssf

### Resultados
| Apertura 1970          | AME | BUC | CAL | CUC | JUN | MAG    | MED | MIL | NAL | ONC | PER | QUI | SFE | TOL |
| América de Cali        |     | 1:2 | 1:1 | 1:0 | 1:3 | 4:1    | 2:0 | 2:1 | 1:1 | 0:1 | 1:0 | 0:0 | 2:2 | 0:0 |
| Atlético Bucaramanga   | 0:1 |     | 0:3 | 2:1 | 1:2 | 0:1    | 0:1 | 0:0 | 1:2 | 3:3 | 4:3 | 0:1 | 1:0 | 3:1 |
| Deportivo Cali         | 1:1 | 0:2 |     | 2:1 | 1:1 | 2:2    | 1:0 | 1:0 | 2:1 | 1:2 | 0:0 | 1:1 | 0:1 | 1:1 |
| Cúcuta Deportivo       | 5:3 | 2:0 | 0:0 |     | 1:2 | 2:0    | 0:1 | 3:2 | 2:1 | 7:2 | 4:0 | 4:2 | 0:0 | 0:0 |
| Atlético Junior        | 3:2 | 3:3 | 3:2 | 1:1 |     | 3:1    | 0:1 | 1:1 | 2:2 | 4:2 | 2:0 | 1:0 | 0:1 | 2:0 |
| Unión Magdalena        | 2:1 | 3:0 | 1:1 | 1:2 | 3:1 |        | 0:0 | 1:0 | 1:1 | 1:2 | 3:1 | 1:1 | 1:1 | 1:1 |
| Independiente Medellín | 0:2 | 3:5 | 1:0 | 2:2 | 1:1 | (0:1*) |     | 0:2 | 4:0 | 1:0 | 2:1 | 2:0 | 1:2 | 3:2 |
| Millonarios            | 2:0 | 3:0 | 1:1 | 0:0 | 0:0 | 2:2    | 1:1 |     | 5:1 | 1:2 | 3:1 | 4:1 | 0:1 | 1:0 |
| Atlético Nacional      | 0:1 | 2:1 | 2:1 | 1:0 | 1:2 | 5:2    | 1:2 | 3:3 |     | 2:2 | 3:2 | 4:1 | 1:2 | 1:0 |
| Once Caldas            | 3:1 | 1:0 | 1:0 | 2:2 | 2:1 | 2:0    | 1:2 | 1:0 | 2:3 |     | 2:2 | 1:1 | 2:2 | 1:0 |
| Deportivo Pereira      | 4:0 | 0:0 | 1:3 | 1:1 | 0:0 | 1:1    | 3:1 | 2:4 | 1:1 | 1:2 |     | 2:2 | 1:1 | 3:1 |
| Deportes Quindío       | 1:1 | 1:1 | 1:2 | 2:1 | 0:0 | 0:0    | 1:1 | 2:2 | 1:0 | 1:1 | 0:0 |     | 1:1 | 0:2 |
| Independiente Santa Fe | 1:0 | 3:0 | 3:2 | 0:1 | 3:1 | 2:0    | 0:1 | 1:1 | 2:0 | 3:1 | 0:0 | 4:2 |     | 3:1 |
| Deportes Tolima        | 1:1 | 1:1 | 2:4 | 2:1 | 0:2 | 1:1    | 1:1 | 2:2 | 0:1 | 4:2 | 2:0 | 1:1 | 1:1 |     |

- (*) Alineación Irregular de JC Carotti, por ello cedieron pts al U. Magdalena.

## Torneo Finalización
| Pos. | Equipo                 | Pts. | PJ | G  | E  | P  | GF | GC | Dif. | Clasificación       |
| ---- | ---------------------- | ---- | -- | -- | -- | -- | -- | -- | ---- | ------------------- |
| 1    | Deportivo Cali         | 37   | 26 | 13 | 11 | 2  | 34 | 15 | +19  | Cuadrangular final. |
| 2    | Cúcuta Deportivo       | 33   | 26 | 15 | 3  | 8  | 47 | 38 | +9   | Cuadrangular final. |
| 3    | Santa Fe               | 30   | 26 | 9  | 12 | 5  | 46 | 31 | +15  |                     |
| 4    | Unión Magdalena        | 30   | 26 | 12 | 6  | 8  | 37 | 32 | +5   |                     |
| 5    | América de Cali        | 29   | 26 | 9  | 11 | 6  | 36 | 28 | +8   |                     |
| 6    | Millonarios            | 29   | 26 | 11 | 7  | 8  | 34 | 28 | +6   |                     |
| 7    | Independiente Medellín | 26   | 26 | 9  | 8  | 9  | 28 | 30 | −2   |                     |
| 8    | Once Caldas            | 25   | 26 | 9  | 7  | 10 | 30 | 29 | +1   |                     |
| 9    | Junior                 | 23   | 26 | 7  | 9  | 10 | 27 | 34 | −7   |                     |
| 10   | Atlético Bucaramanga   | 20   | 26 | 7  | 6  | 13 | 30 | 42 | −12  |                     |
| 11   | Deportes Tolima        | 22   | 26 | 6  | 10 | 10 | 39 | 44 | −5   |                     |
| 12   | Deportes Quindío       | 21   | 26 | 7  | 7  | 12 | 19 | 31 | −12  |                     |
| 13   | Deportivo Pereira      | 20   | 26 | 8  | 4  | 14 | 32 | 52 | −20  |                     |
| 14   | Atlético Nacional      | 16   | 26 | 3  | 10 | 13 | 28 | 43 | −15  |                     |

 Fuente: Rsssf

### Resultados
| Finalización 1970      | AME | BUC | CAL | CUC | JUN | MAG | MED | MIL | NAL | ONC | PER | QUI | SFE | TOL |
| América de Cali        |     | 2:2 | 1:1 | 4:1 | 1:0 | 1:1 | 0:1 | 1:0 | 0:0 | 2:2 | 2:0 | 4:1 | 2:1 | 0:0 |
| Atlético Bucaramanga   | 0:0 |     | 0:1 | 2:2 | 1:2 | 1:0 | 0:0 | 3:3 | 3:1 | 2:1 | 0:1 | 0:1 | 1:3 | 0:2 |
| Deportivo Cali         | 1:1 | 0:1 |     | 3:0 | 3:1 | 2:2 | 1:0 | 2:0 | 2:1 | 0:0 | 1:1 | 4:1 | 0:0 | 1:0 |
| Cúcuta Deportivo       | 3:3 | 4:2 | 1:3 |     | 2:0 | 2:0 | 2:0 | 2:1 | 3:0 | 1:0 | 2:0 | 2:0 | 2:1 | 2:1 |
| Atlético Junior        | 4:2 | 4:0 | 1:1 | 2:1 |     | 0:2 | 1:2 | 1:2 | 5:1 | 1:1 | 1:1 | 3:1 | 3:3 | 2:2 |
| Unión Magdalena        | 2:1 | 0:0 | 0:1 | 1:0 | 2:1 |     | 2:1 | 1:0 | 3:1 | 2:0 | 6:3 | 1:1 | 2:0 | 5:2 |
| Independiente Medellín | 1:0 | 0:0 | 1:2 | 4:1 | 4:2 | 0:0 |     | 0:2 | 1:0 | 1:0 | 2:1 | 2:1 | 2:4 | 1:1 |
| Millonarios            | 2:0 | 2:2 | 1:0 | 2:1 | 1:3 | 1:0 | 2:0 |     | 1:1 | 1:1 | 4:0 | 1:0 | 1:1 | 2:0 |
| Atlético Nacional      | 1:3 | 1:2 | 0:0 | 2:4 | 3:0 | 1:0 | 1:1 | 1:1 |     | 0:0 | 6:0 | 2:3 | 1:1 | 0:0 |
| Once Caldas            | 0:2 | 0:2 | 1:2 | 2:1 | 4:2 | 3:0 | 1:1 | 1:0 | 2:0 |     | 2:1 | 2:0 | 2:1 | 1:2 |
| Deportivo Pereira      | 1:2 | 1:0 | 0:0 | 0:1 | 1:3 | 3:1 | 2:0 | 3:2 | 2:2 | 1:3 |     | 1:0 | 1:4 | 4:2 |
| Deportes Quindío       | 2:1 | 0:1 | 0:0 | 0:1 | 0:0 | 0:0 | 1:0 | 0:0 | 2:1 | 1:0 | 0:1 |     | 1:1 | 0:0 |
| Independiente Santa Fe | 0:0 | 1:1 | 0:0 | 2:2 | 3:0 | 5:1 | 1:1 | 0:1 | 1:1 | 3:1 | 3:1 | 2:1 |     | 5:3 |
| Deportes Tolima        | 1:1 | 2:1 | 1:3 | 3:4 | 2:2 | 2:3 | 2:2 | 4:1 | 3:0 | 0:0 | 3:2 | 1:2 | 0:0 |     |

## Cuadrangular final
| Pos. | Equipo           | Pts. | PJ | G | E | P | GF | GC | Dif. | Clasificación                   |
| ---- | ---------------- | ---- | -- | - | - | - | -- | -- | ---- | ------------------------------- |
| 1    | Deportivo Cali   | 7    | 6  | 2 | 3 | 1 | 7  | 3  | +4   | Campeón y Copa Libertadores.    |
| 2    | Junior           | 7    | 6  | 2 | 3 | 1 | 9  | 6  | +3   | Subcampeón y Copa Libertadores. |
| 3    | Santa Fe         | 7    | 6  | 1 | 5 | 0 | 8  | 6  | +2   |                                 |
| 4    | Cúcuta Deportivo | 3    | 6  | 0 | 3 | 3 | 5  | 14 | −9   |                                 |

 Fuente: Rsssf
| Final 1970       | CAL | CUC | JUN | SAN |
| Deportivo Cali   |     | 5:1 | 1:0 | 1:1 |
| Cúcuta Deportivo | 0:0 |     | 1:1 | 2:2 |
| Junior           | 1:0 | 4:1 |     | 3:3 |
| Santa Fe         | 0:0 | 2:0 | 0:0 |     |

|                                   |
| Bandera de Colombia               |
| Campeón Deportivo Cali 4.º título |

## Goleadores
| Jugador            | Equipo           | Goles |
| ------------------ | ---------------- | ----- |
| José María Ferrero | Cúcuta Deportivo | 27    |
| Walter Sossa       | Santa Fe         | 27    |
| Armando Miranda    | Junior           | 24    |